# Patatuf
El Ball del Patatuf és una contradansa popular d'execució senzilla i tradicional de les comarques litorals i prelitorals entre Barcelona i Tarragona. Malgrat l'extensa divulgació salvant lleugeríssimes variants, es balla de la mateixa manera pertot arreu. S'ignora l'etimologia, però Pujol i Amades suposen que es tracta d'una onomatopeia dels tres picaments de mans que es donen en començar a ballar.
A Tarragona va ser recuperat per al seguici de Santa Tecla el 1980, però hi era un ball àmpliament documentat sobretot al Carnaval. És un ball senzill que a més de l'ús social a les festes també és popular per a la formació musical i psicomotriu de nens.